# John Eugene Clauson
Sir John Eugene Clauson KCMG CVO (* 13. November 1866; † 31. Dezember 1918) war ein britischer Offizier und Kolonialverwalter.

## Leben
Clauson wurde an der Merchant Taylors’ School, dem Clifton College und der Royal Military Academy Woolwich ausgebildet und trat 1885 als Offizier der Royal Engineers in die British Army ein. 1887 schloss er sein Studium an der University of London mit dem B.A. (Hons) ab. Im Jahr 1889 entwarf er eine Pontonbrücke, die zum Zeitpunkt seines Todes noch im Armeedienst verwendet wurde. 1893 bestand er das Staff College Camberley als Jahrgangsbester. Von 1895 bis 1900 war er im Stab des Armeeoberkommandos tätig und erreichte den Rang eines Major. 1897 wurde er an der Anwaltskammer Inner Temple als Barrister zugelassen.
Er wurde 1912 als Commander des Royal Victorian Order ausgezeichnet und im Rahmen der New Year Honours 1913 zum Knight Commander des Order of St Michael and St George geschlagen.
Er war von 1911 bis 1914 Vizegouverneur und Regierungshauptsekretär der Insel Malta und ihrer Abhängigkeiten sowie von 1915 bis zu seinem Tod Hochkommissar von Zypern.
Sein ältester Sohn war Gerard Clauson, der von 1940 bis 1951 als stellvertretender Unterstaatssekretär im Colonial Office tätig war.